# Verbena ehrenbergiana
Verbena ehrenbergiana är en verbenaväxtart som beskrevs av Johannes Conrad Schauer. Verbena ehrenbergiana ingår i släktet verbenor, och familjen verbenaväxter. Inga underarter finns listade i Catalogue of Life.